# Enciclopedia dei Papi
L'Enciclopedia dei Papi è un'opera tematica che contiene le biografie di tutti i papi del cristianesimo, edita dall'Istituto dell'Enciclopedia italiana Treccani, pubblicata nel 2000 in occasione della celebrazione del Grande giubileo. 
L'opera è stata diretta da un comitato composto da Girolamo Arnaldi, Mario Caravale, Giacomo Martina, Antonio Menniti Ippolito (coordinatore) e Manlio Simonetti.

## Contenuti
L'impostazione dell'Enciclopedia dei papi è quella del dizionario biografico tematico, dedicato alle vite dei papi e degli antipapi, da San Pietro a Benedetto XVI, le cui biografie sono contenute in 302 lemmi (265 papi succedutisi sul soglio di San Pietro e dei 37 antipapi eletti da movimenti scismatici con procedure extra-canoniche). Le voci sono raccolte in ordine cronologico e suddivise in tre volumi, in formato cm 24x31, per un totale di circa 2200 pagine, con rilegatura bodoniana in piena pelle con impressioni, incisioni, e fregi in oro. L'opera presenta un corredo iconografico con circa 300 pagine di illustrazioni e fotografie, pubblica una cronotassi dei pontefici e un completo repertorio degli stemmi araldici. Limita tuttavia la consultabilità dell'opera la mancanza di un indice analitico. 

### Edizione 2014:I Papi. Da Pietro a Francesco
Nel 2014 ne è stata licenziata una nuova versione, intitolata I Papi. Da Pietro a Francesco, aggiornata alla biografia di Papa Bergoglio, uscito dal conclave del 2013. L'edizione, quindi, annovera 303 lemmi (266 di papi e 37 di antipapi).
Oltre ai tre volumi, l'edizione 2014 contiene un quarto volume intitolato Il conclave e papa Francesco, dedicato al racconto, con testi e immagini, degli avvenimenti che, nel 2013, hanno portato allo snodo storico dell'abdicazione di Papa Ratzinger e all'elezione al soglio pontificio di Papa Francesco.

### Autori
Molti sono gli autori (italiani e stranieri) che hanno dato il loro contributo scientifico, tra i quali, a titolo esemplificativo, si elencano i seguenti: Girolamo Arnaldi, Giampiero Brunelli, Ovidio Capitani, Simonetta Cerrini, Bernard Guillemain, Norbert Kamp, Georg Lutz, Raoul Manselli, Giacomo Martina, Antonio Menniti Ippolito, David Miller, Michel Parisse, Andrea Piazza, Ambrogio M. Piazzoni, Emanuela Prinzivalli, Matteo Sanfilippo, Manlio Simonetti, Francesco Scorza Barcellona, Claire Sotinel, Eugenio Susi, Giovanni Maria Vian, Francesco Ursini, Massimo Faggioli.

### Accessibilità on line
L'intero contenuto testuale (con esclusione quindi del corredo iconografico) è disponibile on line sul sito dell'Istituto Treccani. Le voci dell'enciclopedia sono accessibili mediante l'uso di un motore di ricerca interno. Nella messa in linea dei contenuti, solo in rari casi sono stati implementati collegamenti ipertestuali ad altre voci.